# フェリックス・アフェナ＝ギャン
フェリックス・アフェナ＝ギャン（Felix Afena-Gyan, 2003年1月19日 - ）は、ガーナ・スンヤニ出身のサッカー選手。ポジションはフォワード。

## 経歴

### クラブ
ガーナのスンヤニ出身で、2021年3月13日にASローマのユースチームに加入した。
2021年10月24日、SSCナポリ戦でトップチームに初招集を受けた。10月27日、カリアリ・カルチョ戦でプロデビューを果たした。11月21日、ジェノアCFC戦に途中出場すると、2ゴールを挙げて2-0での勝利に貢献した。これによりセリエAで1試合2得点を記録した初の2003年生まれの選手となった。
2022年8月29日、USクレモネーゼに移籍した。

### 代表
2021年11月4日、ガーナ代表に初招集を受けたが、代表招集を辞退した。
2022年に招集に応じ、3月25日の2022 FIFAワールドカップ・予選ナイジェリア代表戦でA代表初出場。

## タイトル

### クラブ
ASローマ
- UEFAヨーロッパカンファレンスリーグ : 2021-22